# José Cobos
Pour les articles homonymes, voir Cobos.
José Cobos est un footballeur français, né le 23 avril 1968 à Strasbourg. Il évolue au poste de défenseur du milieu des années 1980 au milieu des années 2000.
Formé au RC Strasbourg, il joue ensuite au Paris SG avec qui il remporte la Coupe d'Europe des vainqueurs de coupe en 1996, le championnat de France en 1994 ainsi que la Coupe de France et la Coupe de la Ligue en 1995. Après des passages à l'Espanyol de Barcelone et au Toulouse FC, il termine sa carrière de joueur à l'OGC Nice.
Il devient par la suite entraîneur-adjoint à l'OGC Nice pendant deux ans puis, exerce la même fonction auprès de l'équipe du Gabon en 2010. Son frère Vincent est également footballeur professionnel.
Il est élu conseiller municipal de la ville de Nice à la suite des élections municipales de 2014.

## Biographie

### Joueur
Comme son grand frère Vincent Cobos, il est formé au Racing Club de Strasbourg et y débute en professionnel à 19 ans, le 30 juillet 1988. Arrière gauche souvent très offensif, il devient un des chouchous du public de la Meinau et sera un des grands artisans de la remontée du club en première division en 1992. Il s'affirme comme un des meilleurs joueurs en France à son poste et son nom est alors souvent évoqué pour l'équipe de France où il sera finalement barré par Bixente Lizarazu.
Son transfert au Paris Saint-Germain en 1993 provoque la colère de l'entraîneur alsacien Gilbert Gress qui avait fait de Cobos un de ses joueurs clés. José Cobos ne parvient pas à s'imposer comme un titulaire indiscutable dans la capitale mais participe tout de même à la période faste du club qui remporte à cette époque le championnat de France et la Coupe des vainqueurs de coupe.
Comme de nombreux autres joueurs français, Cobos choisit alors de partir à l'étranger, en Espagne mais sa carrière est freinée par des blessures. Après un bref passage à Toulouse FC, il atterrit finalement à Nice en deuxième division. Cobos est alors considéré comme un joueur à la carrière déclinante mais sur la Côte d'Azur il va connaître une seconde jeunesse et s'affirmer comme un joueur emblématique de l'OGC Nice. Il est un des piliers de l'équipe lorsque le club obtient sur le terrain le droit de remonter en Ligue 1 et ira en personne défendre le dossier de Nice devant la Ligue pour obtenir que le club joue au plus haut niveau malgré ses difficultés financières.

### Entraîneur
Après une carrière bien remplie, il intègre le staff de l'OGC Nice. Une fois passé d'entraîneur adjoint à la cellule de recrutement en janvier 2007, il quitte ses fonctions au sein de l'OGC Nice en octobre 2007 pour des divergences d'opinions. En janvier 2009, José Cobos rejoint l'AS Monaco en tant que coordinateur sportif. Il est remercié le 16 avril 2009, à l'issue de sa période d'essai, par le nouveau Président, Étienne Franzi. Il est ensuite adjoint de Gernot Rohr, responsable de l'équipe nationale du Gabon.

### Carrière politique
En 2014, il se lance en politique en figurant en 43e position sur la liste conduite par le maire de Nice, Christian Estrosi, pour les élections municipales de 2014. Il est finalement élu conseiller municipal le 30 mars 2014, à l'issue du deuxième tour, la liste du maire sortant recueillant près de 49 % des voix (soit 52 sièges). En 2017, il est candidat LR aux législatives, suppléant de la députée sortante Marine Brenier.
Il devient le parrain de l'association Tous Avec Hugo. Hugo est un enfant atteint d'une forme grave de cancer dès l'âge de 3 mois.[réf. nécessaire]

## Palmarès

### En club
- Champion de France en 1994 avec le Paris SG
- Vainqueur de la Coupe de France en 1995 avec le Paris SG
- Vainqueur du Trophée des Champions en 1995 avec le Paris SG
- Champion de France de Division 2 en 1988 avec le RC Strasbourg
- Vice-champion de France en 1996 avec le Paris SG
- Coupe d'Europe des vainqueurs de coupe 1996 avec le Paris Saint Germain

### En sélection
- 2 sélections avec l'équipe de France A' en 1993
- International espoirs

### Statistiques
- 253 matchs et 13 buts en Division 1/Ligue 1
- 170 matchs et 5 buts en Division 2/Ligue 2
- 54 matchs et 1 but en Primera Liga
- 10 matchs en Ligue des Champions
- 9 matchs en Coupe d'Europe des Vainqueurs de Coupes
- 6 matchs en Coupe Intertoto